# Villecomtal-sur-Arros
Villecomtal-sur-Arros è un comune francese di 872 abitanti situato nel dipartimento del Gers nella regione dell'Occitania.

## Società

### Evoluzione demografica
Abitanti censiti